# Cremastus graecus
Cremastus graecus är en stekelart som beskrevs av Kolarov 1989. Cremastus graecus ingår i släktet Cremastus och familjen brokparasitsteklar. Inga underarter finns listade i Catalogue of Life.